# FC Burnley
Der FC Burnley (offiziell: Burnley Football Club) – auch bekannt als The Clarets (Die Weinroten) – ist ein englischer Fußballverein aus Burnley im Osten der Grafschaft Lancashire. Der Verein war 1888 Gründungsmitglied der Football League. Er gewann 1921 und 1960 die englische Meisterschaft und erreichte 1920 und 1962 jeweils den zweiten Platz. Der dritte große Erfolg war 1914 der Sieg im FA Cup. Daneben stand er 1947 und 1962 ebenfalls im Pokalfinale. Seit dem überraschenden 1:0-Finalsieg 1914 gegen den FC Liverpool und zuvor weiteren Überraschungssiegen gegen hochkarätige Teams gilt der FC Burnley bis heute als Pokalschreck. Nach dem Abstieg aus der ersten Liga in der Saison 1975/76 kehrte der Verein erst 2009 und 2014 jeweils zu einem einjährigen Gastspiel und dann 2016 wieder in die englische Eliteklasse zurück. Zuvor hatte Burnley zwischen 1985 und 1992 sogar in der viertklassigen Fourth Division antreten müssen.
Nach dem Abstieg aus der Premier League wurde die Saison 2022/23 in der EFL Championship als Meister abgeschlossen, so dass der Verein zur Saison 2023/24 erneut in der Premier League antrat.
Die Heimspiele werden seit 1883 im Turf Moor ausgetragen, das 22.546 Plätze besitzt. Den Rekordbesuch verzeichnete Burnley am 23. Februar 1924 im FA Cup gegen Huddersfield Town, als 54.775 Zuschauer kamen.

## Geschichte

### Die ersten Jahre (1882–1912)
| Der FC Burnley in der Football League |      |       |        |
| Saison                                | Liga | Platz | Punkte |
| 1888/89                               | 1    | 9/12  | 17     |
| 1889/90                               | 1    | 11/12 | 13     |
| 1890/91                               | 1    | 8/12  | 21     |
| 1891/92                               | 1    | 7/12  | 26     |
| 1892/93                               | 1    | 6/16  | 30     |
| 1893/94                               | 1    | 5/16  | 34     |
| 1894/95                               | 1    | 9/16  | 26     |
| 1895/96                               | 1    | 10/16 | 27     |
| 1896/97                               | 1    | 16/16 | 19     |
| 1897/98                               | 2    | 1/16  | 48     |
| 1898/99                               | 1    | 3/18  | 39     |
| 1899/00                               | 1    | 17/18 | 27     |
| 1900/01                               | 2    | 3/18  | 44     |
| 1901/02                               | 2    | 9/18  | 30     |
| 1902/03                               | 2    | 18/18 | 20     |
| 1903/04                               | 2    | 5/18  | 39     |
| 1904/05                               | 2    | 11/18 | 30     |
| 1905/06                               | 2    | 9/20  | 38     |
| 1906/07                               | 2    | 7/20  | 40     |
| 1907/08                               | 2    | 7/20  | 46     |
| 1908/09                               | 2    | 14/20 | 33     |
| 1909/10                               | 2    | 14/20 | 34     |
| 1910/11                               | 2    | 8/20  | 41     |
| 1911/12                               | 2    | 3/20  | 52     |

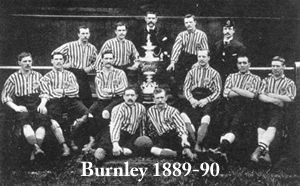
Die Mannschaft des FC Burnley in der Saison 1889/90.

Am 18. Mai 1882 entschieden sich die Vereinsgründer des bereits seit dem späten 1881 existierenden „Burnley Rovers Football Club“ im „Bull Hotel“ für eine Abspaltung vom Rugby Union hin zum „Association Football“ genannten Fußballsport. Die Mannschaft, die zunächst in blau-weißer Spielkluft antrat, bestritt im Oktober 1882 ihre erste Pflichtpartie im Lancashire Challenge Cup, die gegen Astley Bridge mit einer 0:8-Niederlage endete. Im Jahre 1883 bezog der Klub mit dem Turf Moor eine neue Heimspielstätte und sollte dort bis zum heutigen Tage seine sportliche Heimat besitzen (zwischenzeitlich war der Rivale Preston North End für eine etwas längere Zeit ebenfalls Gastgeber in Turf Moor).
Auch das erste Spiel im FA Cup in der Saison 1885/86 endete in einer sportlichen Pleite, als eine Mannschaft des FC Burnley mit 0:11 den Darwen Old Wanderers unterlegen war. Dieses Team hatte sich jedoch nur aus Reservespielern zusammengesetzt, da die FA-Regeln den Einsatz von bezahlten Spielern strikt untersagten und viele Stammspieler des FC Burnley in dieser Hinsicht keine reinen Amateurspieler waren. Als sich im Jahre 1888 der Football-League-Verbund zusammenfand, gehörte der FC Burnley zu den zwölf Gründungsmitgliedern. In der ersten Spielzeit belegte die Mannschaft, die heute auch als Turfites, Moorites oder Royalites bekannt ist, den neunten Platz. Ein Jahr später schloss das Team nach einer Serie von 17 Spielen ohne Sieg zu Beginn der Saison 1889/90 nur auf dem vorletzten Platz ab. Mit den Lancashire Cup gewann der FC Burnley hingegen im gleichen Jahr nach einem 2:0-Finalsieg gegen die Blackburn Rovers die erste Trophäe in seiner Vereinsgeschichte.
Vor dem nächsten Titelgewinn stand aber zunächst ein sportlicher Rückschlag, der sich durch den Abstieg in der Saison 1896/97 ausdrückte. Bereits in der anschließenden Spielzeit gelang nach nur zwei Niederlagen in 30 Spielen der Wiederaufstieg. Vor dem Aufstieg selbst musste der FC Burnley aber noch die „Testspielrunde“ gegen den Zweiten Newcastle United und die beiden schwächsten Erstligateams der abgelaufenen Saison - die Blackburn Rovers und Stoke City - bestehen. Da sich in der letzten Begegnung Burnley und Stoke gegenüberstanden und beide nur noch ein Remis von der Teilnahme an der First Division trennte, endete die Partie auch folgerichtig mit einem 0:0 (nach Augenzeugenberichten hatte das Spiel nicht eine einzige Torchance produziert). Im direkten Anschluss setzte die Football League die Abschaffung dieser Testspiele durch und orderte eine direkte Auf- und Abstiegsregelung an. Kurioserweise wurde des Weiteren die Erweiterung der First-Division-Teilnehmer von 14 auf 16 Mannschaften entschieden, was zur Folge hatte, dass auch die zuvor unterlegenen Blackburn Rovers und Newcastle United ihren Zugang zur First-Division-Saison 1898/99 fanden.
Zum Ende der Spielzeit 1899/1900 stieg der FC Burnley als Tabellenvorletzter ein weiteres Mal aus der First Division ab und machte zudem durch einen Bestechungsversuch am letzten Spieltag negativ von sich reden: Torhüter Jack Hillman versuchte, gegnerische Spieler von Nottingham Forest vergeblich zu einer Niederlage zu bewegen und wurde daraufhin aus diesem Grund für die gesamte anschließende Spielzeit gesperrt.
Während der ersten Dekade des 20. Jahrhunderts spielte der FC Burnley weiter in der Second Division und erhielt am Ende der Saison 1902/03 sogar dort die „rote Laterne“ als Schlusslicht. In der Spielzeit 1911/12 verhinderte eine Niederlage im letzten Spiel die Rückkehr in die First Division nur knapp.

### Erfolge vor und nach dem Ersten Weltkrieg (1912–1930)
| Der FC Burnley in der Football League |      |       |        |
| Saison                                | Liga | Platz | Punkte |
| 1912/13                               | 2    | 2/20  | 50     |
| 1913/14                               | 1    | 12/20 | 36     |
| 1914/15                               | 1    | 4/20  | 43     |
| 1919/20                               | 1    | 2/22  | 51     |
| 1920/21                               | 1    | 1/22  | 59     |
| 1921/22                               | 1    | 3/22  | 49     |
| 1922/23                               | 1    | 15/22 | 38     |
| 1923/24                               | 1    | 17/22 | 36     |
| 1924/25                               | 1    | 19/22 | 34     |
| 1925/26                               | 1    | 20/22 | 36     |
| 1926/27                               | 1    | 5/22  | 47     |
| 1927/28                               | 1    | 19/22 | 39     |
| 1928/29                               | 1    | 19/22 | 38     |
| 1929/30                               | 1    | 21/22 | 36     |

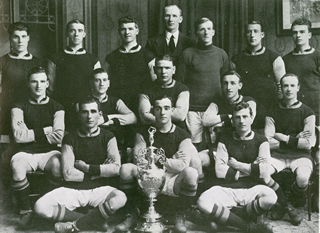
Die Meistermannschaft des FC Burnley aus der Saison 1920/21.

Zur Saison 1910/11 hatte der FC Burnley die zwischenzeitlich grüne Trikotfarbe hinter sich gelassen und weinrot-blaue Vereinsfarben neu eingeführt – wie verlautbart wurde, wollte man damit den Erfolgen von Aston Villa nacheifern, die ebenso mit weinrot-blauen Farben aufliefen. In einer erfolgreichen Spielzeit 1912/13 gelang neben einem weiteren Aufstieg in die First Division der erstmalige Einzug ins Halbfinale des FA Cups, in dem man nach einem Wiederholungsspiel gegen den FC Sunderland mit 2:3 aber den Kürzeren zog. Während der Klub in der anschließenden Saison 1913/14 in der Liga einen Mittelfeldplatz belegen konnte, war der Gewinn des FA Cups der erste große Erfolg in der Vereinsgeschichte. Dabei besiegte der FC Burnley im Crystal Palace National Sports Centre den gegnerischen FC Liverpool im Finale mit 1:0. Dieses Endspiel war zudem auch deswegen bemerkenswert, da mit König Georg V. erstmals ein regierender Monarch einen Fußballpokal übergab.
Im anschließenden Jahr griff die Mannschaft sogar die Tabellenspitze an und belegte am Ende den vierten Platz, bevor dann der Ausbruch des Ersten Weltkriegs den offiziellen Spielbetrieb bis zum Jahre 1919 pausieren ließ. Die gute Form hatte jedoch über diesen Zeitraum hinweg nicht gelitten und in der ersten Spielzeit nach der Wiederaufnahme des Spielbetriebs gewann der FC Burnley hinter West Bromwich Albion die Vizemeisterschaft. Es folgten drei verlorene Partien zu Beginn der Saison 1920/21 und anschließend eine 30 Spiele andauernde Serie ohne Niederlage (dies bedeutete zudem einen Rekord für Spiele ohne Niederlage in Serie innerhalb einer Saison, der erst in der Spielzeit 2003/04 vom FC Arsenal, der sogar die komplette Saison ohne Niederlage bleiben sollte, überboten werden konnte). Mit Hilfe dieser Erfolgsserie gewann der FC Burnley schließlich die Meisterschaft im Jahre 1921.
Die Titelverteidigung gelang nicht, und nach dem dritten Platz in der Saison 1921/22 setzte ein langsamer sportlicher Verfall ein. Die Mannschaft kämpfte - abgesehen von einem fünften Rang in der Spielzeit 1926/27 - stetig gegen den Abstieg, der dann in der Spielzeit 1929/30 nicht mehr abgewendet werden konnte.

### Tiefpunkte (1930–1945)
| Der FC Burnley in der Football League |      |       |        |
| Saison                                | Liga | Platz | Punkte |
| 1930/31                               | 2    | 8/22  | 45     |
| 1931/32                               | 2    | 19/22 | 35     |
| 1932/33                               | 2    | 19/22 | 36     |
| 1933/34                               | 2    | 13/22 | 42     |
| 1934/35                               | 2    | 12/22 | 41     |
| 1935/36                               | 2    | 15/22 | 37     |
| 1936/37                               | 2    | 13/22 | 42     |
| 1937/38                               | 2    | 6/22  | 44     |
| 1938/39                               | 2    | 14/22 | 39     |

Auch in der zweitklassigen Second Division hatte der FC Burnley fortan um den Klassenerhalt zu kämpfen und konnte diesen in der Saison 1931/32 mit nur zwei Punkten Vorsprung auf einen Abstiegsplatz sicherstellen. Bis zum Ausbruch des Zweiten Weltkrieges waren die Leistungen in der Liga nur mäßig. Die seltenen Höhepunkte waren der zwischenzeitliche Einzug in ein FA-Cup-Halbfinale in der Spielzeit 1934/35 und in der Saison darauf die Darbietungen des neuen Talents Tommy Lawton, der aber bereits ein Jahr später den Klub in Richtung FC Everton wieder verlassen sollte. Während der Kampfhandlungen selbst spielte der FC Burnley in unterschiedlichen Fußballligen („Wartime Leagues“), bevor dann zur Saison 1946/47 die Meisterschaftsrunde wieder ihren Spielbetrieb aufnahm.

### Die goldene Nachkriegszeit (1946–1976)
| Der FC Burnley in der Football League |      |       |        |
| Saison                                | Liga | Platz | Punkte |
| 1946/47                               | 2    | 2/22  | 58     |
| 1947/48                               | 1    | 3/22  | 52     |
| 1948/49                               | 1    | 15/22 | 38     |
| 1949/50                               | 1    | 10/22 | 45     |
| 1950/51                               | 1    | 10/22 | 42     |
| 1951/52                               | 1    | 14/22 | 40     |
| 1952/53                               | 1    | 6/22  | 48     |
| 1953/54                               | 1    | 7/22  | 46     |
| 1954/55                               | 1    | 10/22 | 43     |
| 1955/56                               | 1    | 7/22  | 44     |
| 1956/57                               | 1    | 7/22  | 46     |
| 1957/58                               | 1    | 6/22  | 47     |
| 1958/59                               | 1    | 7/22  | 48     |
| 1959/60                               | 1    | 1/22  | 55     |
| 1960/61                               | 1    | 4/22  | 51     |
| 1961/62                               | 1    | 2/22  | 53     |
| 1962/63                               | 1    | 3/22  | 54     |
| 1963/64                               | 1    | 9/22  | 44     |
| 1964/65                               | 1    | 12/22 | 42     |
| 1965/66                               | 1    | 3/22  | 55     |
| 1966/67                               | 1    | 14/22 | 39     |
| 1967/68                               | 1    | 14/22 | 38     |
| 1968/69                               | 1    | 14/22 | 39     |
| 1969/70                               | 1    | 14/22 | 39     |
| 1970/71                               | 1    | 21/22 | 27     |
| 1971/72                               | 2    | 7/22  | 46     |
| 1972/73                               | 2    | 1/22  | 62     |
| 1973/74                               | 1    | 6/22  | 46     |
| 1974/75                               | 1    | 10/22 | 45     |
| 1975/76                               | 1    | 21/22 | 28     |

Die erste Nachkriegsspielzeit brachte dem FC Burnley die Zweitligameisterschaft und damit auf Anhieb die Rückkehr in die oberste englische Spielklasse. Außerdem zog der „Noch-Zweitligist“ nach Siegen gegen Aston Villa, Coventry City, Luton Town, den FC Middlesbrough und den FC Liverpool ins FA-Cup-Endspiel des Jahres 1947 ein, in dem Burnley jedoch im Wembley-Stadion nach Verlängerung mit 0:1 gegen Charlton Athletic verlor.
In der First Division bewährten sich die Clarets direkt mit einem dritten Platz in der Saison 1947/48 und wirkten dabei ambitioniert als ernsthafter Mitbewerber für die künftigen Trophäenvergaben. In der Saison 1956/57 sorgte ein 9:0-Sieg gegen den FC New Brighton im FA Cup für den heute noch gültigen Rekordsieg des Vereins – ein zweistelliges Ergebnis wurde lediglich durch einen verschossenen Elfmeter verhindert. In der anschließenden Spielzeit übernahm der vormalige Spieler Harry Potts das Traineramt. Potts führte die Mannschaft, die während der 1950er-Jahre im Mittelfeld von dem Duo Jimmy Adamson und Jimmy McIlroy angetrieben wurde, in der Spielzeit 1959/60 zur zweiten englischen Meisterschaft in der Vereinsgeschichte (späte Ehrungen waren die Benennung einer Tribüne im Turf Moor nach McIlroy und eine Straße um Turf Moor herum nach Potts in den 1990er-Jahren). Dem war ein spannender Titelkampf gegen Tottenham Hotspur und die Wolverhampton Wanderers vorausgegangen, und erst am 2. Mai 1960 - dem letzten Spieltag - konnte sich der FC Burnley nach Toren von Brian Pilkington und Trevor Meredith mit einem 2:1-Sieg gegen Manchester City an der Maine Road erstmals die Tabellenführung in der Saison erkämpfen.
In der Saison 1960/61 agierte der Klub erstmals im Europapokal der Landesmeister, belegte in der englischen Meisterschaft den vierten Platz und zog ins FA-Cup-Halbfinale ein. Eine Vizemeisterschaft folgte im anschließenden Jahr, und im FA Cup verlor der Klub erst im Finale mit 1:3 gegen die Spurs (den einzigen Treffer der Clarets hatte Jimmy Robson erzielt). Nach dem Wechsel von McIlroy zu Stoke City und dem Rücktritt von Adamson wurde die Mannschaft jedoch nachhaltig geschwächt. Zudem wirkte sich die im Jahre 1961 abgeschaffte Regelung zur Gehaltsobergrenze („maximum wage“) in der Folgezeit nachteilig auf die Geschicke des Vereins aus. Vorerst aber konnte der Klub seinen Platz in der First Division behalten und erreichte mit dem dritten Meisterschaftsrang im Jahre 1966 und dem Halbfinale im Ligapokal in der Saison 1968/69 zwei zwischenzeitliche Höhepunkte. Ansonsten waren die verbleibenden 1960er-Jahre durch Mittelmäßigkeit geprägt und Potts wurde 1970 durch Adamson auf der Trainerposition ersetzt. Dieser konnte den Niedergang aber nicht aufhalten und in der Spielzeit 1970/71 endete eine lang anhaltende Phase des Erstligafußballs in Burnley mit dem Abstieg.
Adamson führte den Verein in der Saison 1972/73 über die Zweitligameisterschaft jedoch zurück in die First Division, und mit der Hilfe des Spielmachers Martin Dobson konnte die Mannschaft 1974 den sechsten Platz belegen sowie im FA Cup erneut das Halbfinale erreichen, wo nun Newcastle United Endstation war. Obwohl Dobson anschließend bereits früh in der Spielzeit 1974/75 an den FC Everton verkauft worden war, belegte das Team noch einen guten zehnten Platz in der Liga. Enttäuschend hingegen war eine 0:1-Heimniederlage im FA Cup gegen den FC Wimbledon, der damals nur unterklassig in der Southern League spielte und mit diesem Erfolg für eine der größten Überraschungen in der Geschichte des englischen Pokalwettbewerbs sorgte. Am Ende der Amtszeit von Adamson folgte nach Abschluss der Saison 1975/76 ein weiterer Abstieg aus der obersten Spielklasse, in die der FC Burnley auch bis 2009 nicht mehr zurückkehren sollte.

### Abstiegs- und Existenzkämpfe (1976–1987)
| Der FC Burnley in der Football League |      |       |        |
| Saison                                | Liga | Platz | Punkte |
| 1976/77                               | 2    | 16/22 | 36     |
| 1977/78                               | 2    | 11/22 | 40     |
| 1978/79                               | 2    | 13/22 | 40     |
| 1979/80                               | 2    | 21/22 | 27     |
| 1980/81                               | 3    | 8/22  | 50     |
| 1981/82                               | 3    | 1/22  | 80     |
| 1982/83                               | 2    | 21/24 | 44     |
| 1983/84                               | 3    | 12/24 | 62     |
| 1984/85                               | 3    | 21/24 | 46     |
| 1985/86                               | 4    | 14/24 | 59     |
| 1986/87                               | 4    | 22/24 | 49     |

Drei Spielzeiten im Mittelmaß der Second Division folgten, bevor der FC Burnley dann nach Abschluss der Saison 1979/80 erstmals in seiner Geschichte in die drittklassige Third Division abrutschte. Dabei hatte die Mannschaft nur zur Mitte der Saison zeitweise zu einer guten Form gefunden und blieb sowohl in den ersten als auch in den letzten 16 Ligaspielen vollständig ohne Sieg. Unter der Führung von Trainer Brian Miller kehrte das Team dann nach zwei Jahren als Drittligameister in die Second Division zurück, wo der Aufenthalt jedoch nur eine weitere Saison andauern sollte – obwohl in der zuletzt genannten Saison 1982/83 in den beiden heimischen Pokalwettbewerben Teilerfolge gefeiert werden konnten (der FA-Cup-Viertelfinaleinzug gegen Sheffield Wednesday wurde von einer Ligapokal-Halbfinalteilnahme gegen den FC Liverpool nach einem Sieg gegen Tottenham Hotspur begleitet).
Die Phase zur Mitte der 1980er-Jahre war gekennzeichnet von häufigen Trainerwechseln. Früh im Jahr 1983 ersetzte Frank Casper den in Abstiegsnöten geratenen Miller, der dann wiederum zur Saison 1983/84 von John Bond abgelöst wurde. Aber auch Bond blieb nur ein Jahr in dem verantwortlichen Amt, bevor dann John Benson im August 1984 übernahm und mit dem Klub in der Spielzeit 1984/85 sogar erstmals den Weg in die vierte Liga (Fourth Division) antreten musste. Nach einem Kurzzeitengagement von Martin Buchan führte Tommy Cavanagh die Mannschaft durch die Saison 1985/86, bevor wiederum Brian Miller sich zu einer zweiten Traineramtszeit beim FC Burnley niederließ.
Die Saison 1986/87 verlief sportlich für den FC Burnley enttäuschend, hatte dann aber am Ende einen Höhepunkt, als die Mannschaft zu dem „Orient Game“ antrat, das auch noch Jahre später von den Anhängern als das wichtigste Spiel in der Vereinsgeschichte angesehen wird. Die Football League hatte zur Spielzeit 1986/87 eine neue automatische Auf- und Abstiegsregelung zwischen Fourth-Division-Vereinen und Klubs aus der darunterliegenden semiprofessionellen Football Conference eingeführt, wobei zum damaligen Zeitpunkt der Verlust der Zugehörigkeit zum professionellen Football-League-Verband noch einen deutlichen Einschnitt bedeutet hatte, von dem sich viele Vereine nicht mehr erholen konnten. Gleichzeitig hatte sich mit den Colne Dynamos (heute: FC Colne) ein in der unmittelbaren Nachbarschaft beheimateter Klub inmitten eines Höhenflugs im Non-League-Football-Bereich befunden und dem schwächelnden FC Burnley die Gunst in Sachen Zuschauerzuspruch weitgehend streitig gemacht. In der Saison, die zudem noch mit einer 0:3-Niederlage der Clarets gegen den niederklassigeren Telford United begleitet worden war, benötigte der FC Burnley am letzten Spieltag für den Klassenerhalt einen Sieg gegen Orient und eine gleichzeitige Niederlage von Lincoln City. Der eigene Erfolg gelang schließlich mit einem 2:1-Sieg durch Tore von Neil Grewcock und Ian Britton, und auch Lincoln sollte verlieren.

### Der Neuaufbau (1987–2004)
| Der FC Burnley in der Football League |      |       |        |
| Saison                                | Liga | Platz | Punkte |
| 1987/88                               | 4    | 10/24 | 67     |
| 1988/89                               | 4    | 16/24 | 55     |
| 1989/90                               | 4    | 16/24 | 56     |
| 1990/91                               | 4    | 6/24  | 79     |
| 1991/92                               | 4    | 1/22  | 83     |
| 1992/93                               | 3    | 11/24 | 61     |
| 1993/94                               | 3    | 6/24  | 73     |
| 1994/95                               | 2    | 22/24 | 46     |
| 1995/96                               | 3    | 17/24 | 55     |
| 1996/97                               | 3    | 9/24  | 68     |
| 1997/98                               | 3    | 20/24 | 52     |
| 1998/99                               | 3    | 15/24 | 55     |
| 1999/00                               | 3    | 2/24  | 88     |
| 2000/01                               | 2    | 7/24  | 72     |
| 2001/02                               | 2    | 7/24  | 75     |
| 2002/03                               | 2    | 16/24 | 55     |
| 2003/04                               | 2    | 19/24 | 53     |

Im Mai des Jahres 1988 stand der FC Burnley wieder im Wembley-Stadion in einem Pokalfinale. Gegner waren dort vor 80.000 Zuschauern in der Sherpa Van Trophy die Wolverhampton Wanderers, und das Duell der beiden ehemaligen Spitzenvereine fand in den Wolves mit einem 2:0 den verdienten Sieger.
Der Aufstieg aus der untersten Klasse gelang genau in der Spielzeit 1991/92, die die letzte Saison sein sollte, in der die vierte Liga noch „Fourth Division“ hieß (nach der anschließenden Einführung der Premier League war es fortan die „Third Division“). Nur zwei Jahre später gelang unter der Führung von Jimmy Mullen der Durchmarsch in die nun „First Division“ genannte zweithöchste englische Liga, wobei der Aufstieg durch einen Sieg in Wembley gegen Stockport County perfekt gemacht werden konnte. Genauso wie es vorher bergauf gegangen war, zeigten die Vorzeichen danach wieder abwärts, da der Aufenthalt in der Zweitklassigkeit lediglich eine Saison andauerte und in der Spielzeit 1997/98 nur ein 2:1-Sieg am letzten Spieltag gegen Plymouth Argyle den erneuten Fall in die vierte Liga knapp verhinderte. Trainer in dieser Saison war der ehemalige englische Nationalspieler Chris Waddle, und nach seinem Weggang sorgte die Verpflichtung von Stan Ternent im Sommer 1998 für einen erneuten Wendepunkt zum Positiven hin.
Mit der Drittligavizemeisterschaft in der Saison 1999/2000 gelang ein weiteres Mal der Aufstieg in die heute Football League Championship genannte zweite englische Liga, wo der Verein bis 2009 spielte. Binnen der darauffolgenden zwei Spielzeiten war der FC Burnley ein ernsthafter Anwärter auf einen Play-off-Platz zum Aufstieg in die Premier League, doch in der Saison 2002/03 sorgte eine überdurchschnittliche Anzahl von Gegentoren wieder für sportliche Rückschläge. Als auch in den beiden Jahren danach keine dauerhafte Besserung einsetzte, endete die sechsjährige Amtszeit von Ternent im Juni 2004. Steve Cotterill übernahm die sportliche Leitung der Clarets.

### Die „Cotterill-Ära“ (2004–2007)
| Der FC Burnley in der Football League |      |       |        |
| Saison                                | Liga | Platz | Punkte |
| 2004/05                               | 2    | 13/24 | 60     |
| 2005/06                               | 2    | 17/24 | 54     |
| 2006/07                               | 2    | 15/24 | 57     |

Im ersten Trainerjahr Cotterills entwickelte sich die Mannschaft zu einer guten Pokalmannschaft in beiden heimischen Wettbewerben und besiegte dabei die beiden Premier-League-Vereine FC Liverpool und Aston Villa. Am Ende belegte das Team in der Liga den 13. Platz und Cotterill hatte vor allem durch die Verjüngung der Mannschaft in der Defensive für Fortschritte gesorgt. Großen Anteil daran hatte auch Gary Cahill, der von Aston Villa ausgeliehen worden war und von vielen Experten schon als einer der künftigen Spitzenspieler Englands gehandelt wurde.
In die Saison 2005/06 startete der FC Burnley zunächst mit guten Leistungen, verlor aber nach der Jahreswende - vor allem nach dem Verkauf von Ade Akinbiyi an Sheffield United im Januar - immer mehr an Boden und belegte am Ende den 17. Tabellenplatz. Cotterill reagierte auf den Formverlust mit einigen Neueinkäufen, darunter waren mit Steve Jones und Stephen Foster auch zwei ablösefreie Spieler von Crewe Alexandra. Andy Gray wurde dauerhaft vom FC Sunderland verpflichtet, nachdem er zuvor seit Januar 2006 auf Leihbasis bei den Clarets gespielt hatte. Die neuen Spieler fügten sich gut in das Mannschaftsgefüge ein, und lange sah es zu Beginn danach aus, als könnte der Klub mit einer Zweitligaspitzenposition die beste Platzierung seit nahezu 30 Jahren erreichen. Zur Mitte der Saison 2006/07 erfuhr der Verein dann aber eine Negativserie, die ihn im März 2007 sogar in die Nähe der Abstiegsränge katapultierte (Torjäger Gray hatte zudem mit Verletzungsproblemen zu kämpfen). In der Wintertransferperiode war Akinbiyi für eine Ablösesumme von 750.000 Pfund zurückgekehrt, nachdem nicht einmal ein Jahr seit seinem Weggang vergangen war. Zudem wurde Éric Djemba-Djemba von Aston Villa ausgeliehen und Joey Guðjónsson vom AZ Alkmaar sowie Steven Caldwell nur neun Minuten vor Ablauf der Transferperiode verpflichtet. Die erhoffte Verbesserung blieb zunächst aus, und Mitte März befand sich die Mannschaft auf Platz 19 nur drei Punkte von einem Abstiegsrang entfernt. Mit dem 18. sieglosen Spiel hatte das Team sogar den alten Negativrekord aus der Spielzeit 1889/90 unterboten. Ein 4:0-Sieg gegen Plymouth Argyle beendete diese Durststrecke am 4. April 2007, und nach einer weiteren Konsolidierung der Ergebnisse gelang dem FC Burnley letztlich auf dem 15. Rang der sichere Klassenerhalt.
Zur Saison 2007/08 verpflichtete Cotterill eine Reihe von Spielern mit Premier-League- oder Zweitligaerfahrung, darunter Gábor Király, Robbie Blake, Clarke Carlisle, Stephen Jordan, David Unsworth und Graham Alexander. Dazu kam der Albaner Besart Berisha vom Hamburger SV, der zuvor im Turf Moor mit seiner Nationalelf gegen eine englische B-Auswahl gespielt hatte. Trotz der zahlreichen Verstärkungen waren die Leistungen von Beginn an wenig beständig und der fußballerische Stil wurde als unattraktiv empfunden. Nach einer schwachen Heimvorstellung gegen Hull City verließ Cotterill am 8. November 2007 in gegenseitigem Einverständnis mit der Vereinsführung den FC Burnley. Steve Davis übernahm kurzfristig das Traineramt auf Interimsbasis und absolvierte sein einziges Spiel als Cheftrainer mit einem 1:0-Sieg gegen Leicester City erfolgreich.

### Owen Coyle (2007–2010)
| Der FC Burnley in der Football League und der Premier League |      |       |        |
| Saison                                                       | Liga | Platz | Punkte |
| 2007/08                                                      | 2    | 13/24 | 62     |
| 2008/09                                                      | 2    | 6/24  | 76     |
| 2009/10                                                      | 1    | 18/20 | 30     |

Am 22. November 2007 wurde Owen Coyle als neuer Trainer vorgestellt. Er gab sein Debüt zwei Tage später bei einem 0:0 gegen Stoke City. In der Saison 2008/09 entwickelte sich der FC Burnley zu einer großen Überraschung im englischen Fußball. Im Ligapokal besiegte Burnley in der vierten Runde den Erstligisten aus Fulham und schlug danach noch die Spitzenklubs Chelsea und Arsenal. Erst im Halbfinale unterlag der FC Burnley gegen Tottenham Hotspur, nachdem er sich trotz einer 1:4-Hinspielniederlage im Rückspiel noch in die Verlängerung hatte retten können. Dazu spielte der Klub in der zweiten Liga an der Spitze mit und beendete die reguläre Saison zunächst knapp hinter einem direkten Aufstiegsplatz. Über die Playoffs gelang dann jedoch nach Erfolgen gegen den FC Reading und Sheffield United der langersehnte Aufstieg in die Premier League.
Trotz eines guten Starts in die Saison 2009/10, als sowohl der amtierende Meister Manchester United als auch der FC Everton daheim mit 1:0 besiegt werden konnten, sorgten vor allem schlechte Auswärtsresultate für einen Fall in die unteren Tabellenregionen. Letztlich stieg der Klub trotz eines Sieges am letzten Spieltag gegen Tottenham Hotspur nach nur einem Jahr aus der Premier League wieder ab. Trainer Coyle hatte dabei den Verein bereits zu Beginn des Jahres 2010 in Richtung Bolton Wanderers verlassen und unter Nachfolger Brian Laws waren die Darbietungen nicht verbessert.

### Jüngste Entwicklungen (seit 2010)
| Der FC Burnley in der Football League und der Premier League |      |       |        |  |
| Saison                                                       | Liga | Platz | Punkte |  |
| 2010/11                                                      | 2    | 8/24  | 68     |  |
| 2011/12                                                      | 2    | 13/24 | 62     |  |
| 2012/13                                                      | 2    | 11/24 | 61     |  |
| 2013/14                                                      | 2    | 2/24  | 93     |  |
| 2014/15                                                      | 1    | 19/20 | 33     |  |
| 2015/16                                                      | 2    | 1/24  | 93     |  |
| 2016/17                                                      | 1    | 16/20 | 40     |  |
| 2017/18                                                      | 1    | 7/20  | 54     |  |
| 2018/19                                                      | 1    | 15/20 | 40     |  |
| 2019/20                                                      | 1    | 10/20 | 54     |  |
| 2020/21                                                      | 1    | 17/20 | 39     |  |
| 2021/22                                                      | 1    | 18/20 | 35     |  |
| 2022/23                                                      | 2    | 1/24  | 101    |  |
| 2023/24                                                      | 1    | 19/20 | 24     |  |

Burnley startete als Mitfavorit auf den Aufstieg in die Zweitligasaison 2010/11, aber die Mannschaftsleistungen konnten weiter nicht mit den Erwartungen Schritt halten und im Dezember 2010 wurde Laws entlassen. Unter dem neuen Trainer Eddie Howe beendeten die Clarets die Runde auf dem achten Rang.
Im Oktober 2012 verließ Howe den Klub aus persönlichen Gründen in Richtung seines Heimatklubs AFC Bournemouth und noch im selben Monat wurde mit Sean Dyche ein ehemaliger Trainer des FC Watford als neuer Verantwortlicher vorgestellt. Diesem gelang mit Burnley in der Saison 2013/14 der direkte Wiederaufstieg in die englische Premier League, nachdem am 21. April 2014 der noch amtierende FA-Cup-Sieger Wigan Athletic mit 2:0 besiegt worden war. Der Klassenerhalt in der Premier League misslang jedoch, dem Abstieg folgte 2016 jedoch der sofortige Wiederaufstieg. In der Saison 2016/17 gelang dem Verein mit Platz 16 erstmals seit der Saison 1974/75 wieder der Klassenerhalt in der höchsten englischen Spielklasse.
In der darauffolgenden Saison war der Verein die gesamte Spielzeit über nicht in Abstiegsgefahr und belegte am Saisonende den 7. Tabellenplatz, welcher den Klub zur erstmaligen Teilnahme an der Qualifikation zur UEFA Europa League berechtigte. In der folgenden Saison scheiterte man in der finalen Runde der Europa-League-Qualifikation am griechischen Meister Olympiakos Piräus. In der Liga kämpfte man mal wieder gegen den Abstieg, konnte sich am Ende aber auf den 15. Platz retten. 2019/20 erreichte Burnley dann den 10. Platz in der Liga. Aufgrund der Covid-19-Pandemie wurde die Saison im März unterbrochen und erst im Juni mit Geisterspielen fortgesetzt. Abseits des Fußballs sorgte in dieser Saison die Aktion eines 24-jährigen Burnley Fans für Aufsehen, der während der Auswärtspartie gegen Manchester City mit einem Kleinflugzeug über das Stadion flog, welches einen Banner mit der Aufschrift „White Lives Matter, Burnley“ mit sich zog. Diese Aktion richtete sich gegen die Proteste der Bewegung Black Lives Matter, die zu dieser Zeit auf der ganzen Welt stattfanden und wurde in der Öffentlichkeit größtenteils empört aufgenommen. In der Saison 2020/21 konnte der Abstieg mit Platz 17 erneut knapp abgewendet werden.
Mitte April 2022 entließ der abstiegsgefährdete Club Trainer Sean Dyche, nach neuneinhalb Jahren im Amt. Mit Dyche verließen auch Co-Trainer Ian Woan, Steve Stone und der Torwarttrainer Billy Mercer den Club. Für die nächste Partie am 17. April, auswärts gegen West Ham United, war U23-Trainer Mike Jackson, unterstützt von Academy-Direktor Paul Jenkins, U23-Torwarttrainer Connor King und Club-Kapitän Ben Mee, für das Amt verantwortlich. Nach einer 1:2-Niederlage am letzten Spieltag gegen Newcastle United stieg der Verein ab.
Zur Saison 2022/23 wurde Vincent Kompany Trainer in Burnley und konnte am 7. April 2023 mit einem 2:1-Sieg beim FC Middlesbrough den direkten Wiederaufstieg in die Premier League perfekt machen. Zum Saisonende am 8. Mai 2023 hatte der Meister der EFL Championship 101 Punkte und damit zehn Punkte Vorsprung auf Sheffield United. In der darauffolgenden Spielzeit stieg man als Vorletzter jedoch erneut in die zweite Liga ab. Kompany wechselte im Sommer 2024 als Chef-Trainer zu Bayern München.

## Erfolge
- Englische Fußballmeisterschaft
  - Meister: 1921, 1960
  - Vize-Meister: 1920, 1962
  - Dritter: 1899, 1922, 1948, 1963, 1966
- Englischer Fußballpokal
  - Sieger: 1914
  - Finalist: 1947, 1962
- Englischer Fußball-Superpokal (FA-Community-Shield)
  - Sieger: 1960, 1973
  - Finalist: 1921

## Europapokalbilanz
| Saison  | Wettbewerb                    | Runde                  | Gegner                 | Gesamt | Hin     | Rück          |
| ------- | ----------------------------- | ---------------------- | ---------------------- | ------ | ------- | ------------- |
| 1960/61 | Europapokal der Landesmeister | 1. Runde               | Stade Reims            | 4:3    | 2:0 (H) | 2:3 (A)       |
| 1960/61 | Europapokal der Landesmeister | Viertelfinale          | Hamburger SV           | 4:5    | 3:1 (H) | 1:4 (A)       |
| 1966/67 | Messestädte-Pokal             | 1. Runde               | VfB Stuttgart          | 3:1    | 1:1 (A) | 2:0 (H)       |
| 1966/67 | Messestädte-Pokal             | 2. Runde               | FC Lausanne-Sport      | 8:1    | 3:1 (A) | 5:0 (H)       |
| 1966/67 | Messestädte-Pokal             | 3. Runde               | SSC Neapel             | 3:0    | 3:0 (H) | 0:0 (A)       |
| 1966/67 | Messestädte-Pokal             | Viertelfinale          | Eintracht Frankfurt    | 2:3    | 1:1 (A) | 1:2 (H)       |
| 2018/19 | UEFA Europa League            | 3. Qualifikationsrunde | Istanbul Başakşehir FK | 1:0    | 0:0 (A) | 1:0 n. V. (H) |
| 2018/19 | UEFA Europa League            | Play-offs              | Olympiakos Piräus      | 2:4    | 1:3 (A) | 1:1 (H)       |

Gesamtbilanz: 15 Spiele, 7 Siege, 4 Unentschieden, 4 Niederlagen, 26:16 Tore (Tordifferenz +10)

## Kader der Saison 2024/25
Stand: 10. Oktober 2024
| Nr.        | Nat.        | Name                     | Geburtstag | im Verein seit | Vertrag bis |     |
| Tor        | Tor         | Tor                      | Tor        | Tor            | Tor         | Tor |
| ---------- | ----------- | ------------------------ | ---------- | -------------- | ----------- | --- |
| 01         | England     | James Trafford           | 10.10.2002 | 2023           | 2027        |     |
| 20         | England     | Etienne Green            | 19.07.2000 | 2024           | 2027        |     |
| 32         | Tschechien  | Václav Hladký            | 14.11.1990 | 2024           | 2026        |     |
| Abwehr     |             |                          |            |                |             |     |
| 03         | Niederlande | Shurandy Sambo           | 19.08.2001 | 2024           | 2028        |     |
| 04         | England     | Joe Worrall              | 10.01.1997 | 2024           | 2028        |     |
| 05         | Frankreich  | Maxime Estève            | 26.05.2002 | 2024           | 2029        |     |
| 06         | England     | CJ Egan-Riley            | 02.01.2003 | 2022           | 2026        |     |
| 12         | England     | Bashir Humphreys         | 15.03.2003 | 2024           | 2025        |     |
| 14         | Wales       | Connor Roberts           | 23.09.1995 | 2021           | 2025        |     |
| 16         | Irland      | John Egan                | 20.10.1992 | 2024           | 2025        |     |
| 18         | Schweden    | Hjalmar Ekdal            | 21.10.1998 | 2023           | 2027        |     |
| 23         | Brasilien   | Lucas Pires              | 24.03.2001 | 2024           | 2028        |     |
| 36         | Deutschland | Jordan Beyer             | 19.05.2000 | 2022           | 2027        |     |
| 39         | England     | Owen Dodgson             | 19.03.2003 | 2024           | 2027        |     |
| 44         | Belgien     | Hannes Delcroix          | 28.02.1999 | 2023           | 2026        |     |
| Mittelfeld |             |                          |            |                |             |     |
| 08         | England     | Josh Brownhill           | 19.12.1995 | 2020           | 2025        |     |
| 21         | Wales       | Aaron Ramsey             | 26.12.1990 | 2023           | 2028        |     |
| 24         | Irland      | Josh Cullen              | 07.04.1996 | 2022           | 2027        |     |
| 28         | Tunesien    | Hannibal Mejbri          | 21.01.2003 | 2024           | 2028        |     |
| 29         | England     | Josh Laurent             | 06.05.1995 | 2024           | 2026        |     |
| 31         | Belgien     | Mike Trésor Ndayishimiye | 28.05.1999 | 2024           | 2028        |     |
| 42         | Frankreich  | Han-Noah Massengo        | 07.07.2001 | 2023           | 2027        |     |
| Sturm      |             |                          |            |                |             |     |
| 07         | Ecuador     | Jeremy Sarmiento         | 16.06.2002 | 2024           | 2025        |     |
| 09         | England     | Jay Rodriguez            | 29.07.1989 | 2019           | 2025        |     |
| 10         | Angola      | Manuel Benson            | 28.03.1997 | 2022           | 2027        |     |
| 11         | England     | Jaidon Anthony           | 01.12.1999 | 2024           | 2025        |     |
| 15         | England     | Nathan Redmond           | 03.09.2000 | 2023           | 2025        |     |
| 17         | Sudafrika   | Lyle Foster              | 03.09.2000 | 2023           | 2028        |     |
| 19         | Niederlande | Zian Flemming            | 01.08.1998 | 2024           | 2025        |     |
| 30         | Italien     | Luca Koleosho            | 15.09.2004 | 2023           | 2029        |     |
| 37         | Benin       | Andreas Hountondji       | 11.07.2002 | 2024           | 2028        |     |
| 48         | Belgien     | Enock Atta Agyei         | 05.01.1999 | 2023           | 2027        |     |

## Trainer
- Harry Bradshaw (1896–1899)
- Ernest Mangnall (1899–1903)
- Spen Whittaker (1903–1910)
- R. H. Wadge (1910)
- John Haworth (1910–1925)
- Albert Pickles (1925–1932)
- Tom Bromilow (1932–1935)
- Alf Boland (1935–1939)
- Cliff Britton (1945–1948)
- Frank Hill (1948–1954)
- Alan Brown (1954–1957)
- Billy Dougall (1957–1958)
- Harry Potts (1958–1970)
- Jimmy Adamson (1970–1976)
- Joe Brown (1976–1977)
- Harry Potts (1977–1979)
- Brian Miller (1979–1983)
- John Bond (1983–1984)
- John Benson (1984–1985)
- Martin Buchan (1985)
- Tommy Cavanagh (1985–1986)
- Brian Miller (1986–1989)
- Frank Casper (1989–1991)
- Jimmy Mullen (1991–1996)
- Clive Middlemass (1996)
- Adrian Heath (1996–1997)
- Chris Waddle (1997–1998)
- Stan Ternent (1998–2004)
- Steve Cotterill (2004–2007)
- Steve Davis (2007)
- Owen Coyle (2007–2010)
- Brian Laws (2010)
- Stuart Gray (2010–2011)
- Eddie Howe (2011–2012)
- Sean Dyche (2012–2022)
- Mike Jackson (2022)
- Vincent Kompany (2022–2024)
- Craig Bellamy (2024)
- Scott Parker (2024–    )

## Bekannte ehemalige Spieler
2015 wurden von den Burnley-Fans in einem Online-Voting ursprünglich 31 Vereinslegenden aus verschiedenen Zeitabschnitten gewählt. Fotos der Spieler zieren seither an den Eingängen das Stadion Turf Moor. Da für den ersten Nationalspieler Burnleys, Jack Yates, kein geeignetes Bild zur Verfügung stand, rückte George Halley nach.
- Jimmy Adamson
- Graham Alexander
- George Beel
- Robbie Blake
- Tommy Boyle
- Ian Britton
- Frank Casper
- Ralph Coates
- John Connelly
- Jerry Dawson
- Martin Dobson
- Michael Duff
- Wade Elliott
- David Eyres
- Bert Freeman
- George Halley
- Jack Yates
- Billy Hamilton
- Willie Irvine
- Leighton James
- Bob Kelly
- Glen Little
- Jimmy McIlroy
- Brian Miller
- Peter Noble
- Gary Parkinson
- Andy Payton
- Ray Pointer
- Harry Potts
- Jay Rodriguez
- Trevor Steven
- Kieran Trippier

## Ligazugehörigkeit
- 1888–1897: Football League First Division
- 1897/98: Football League Second Division
- 1898–1900: Football League First Division
- 1900–1913: Football League Second Division
- 1913–1930: Football League First Division
- 1930–1947: Football League Second Division
- 1947–1971: Football League First Division
- 1971–1973: Football League Second Division
- 1973–1976: Football League First Division
- 1976–1980: Football League Second Division
- 1980–1982: Football League Third Division
- 1982/83: Football League Second Division
- 1983–1985: Football League Third Division
- 1985–1992: Football League Fourth Division
- 1992–1994: Football League Second Division
- 1994–1995: Football League First Division
- 1995–2000: Football League Second Division
- 2000–2004: Football League First Division
- 2004–2009: Football League Championship
- 2009–2010: Premier League
- 2010–2014: Football League Championship
- 2014–2015: Premier League
- 2015–2016: Football League Championship
- 2016–2022: Premier League
- 2022–2023: EFL Championship
- 2023–2024: Premier League
- seit 2024: EFL Championship